# Meunasah Intan
Meunasah Intan is een bestuurslaag in het regentschap Aceh Besar van de provincie Atjeh, Indonesië. Meunasah Intan telt 764 inwoners (volkstelling 2010).